# Miguel del Barco González
Miguel del Barco González (1706, Casas de Millán - † 1790) fou un missioner jesuïta a Baixa Califòrnia (Mèxic), que escrigué obres importants sobre la història de les missions.
Va professar com a novici a la Companyia de Jesús a Castella el 1728 i es traslladà al Nou Món el 1735. Un cop a Baixa Califòrnia, anà primer enviat a la missió de San José del Cabo, el 1737, abans de servir durant més de tres dècades al poble Cochimí a San Javier. Ell supervisà la construcció de l'església de pedra de circulació a San Javier i fou també visitador, el més alt càrrec administratiu de les missions de Califòrnia. Quan els jesuïtes foren expulsats de territori espanyol el 1767-1768, Barco se n'anà a l'exili a Bolonya, al territori papal d'Itàlia. A Bolonya, a la dècada del 1770, va escriure un llarg manuscrit de les addicions i correccions a la història publicada prèviament de la península de Miguel Venegas.